# Macrocoma oromiana
Macrocoma oromiana é uma espécie de escaravelho de folha encontrado em Alegranza nas Ilhas Canárias e em Selvagem Grande nas Ilhas Selvagens, descritos por Mauro Daccordi em 1978.